# Gérard Rongy
Gérard François Rongy (Slins, 24 september 1880 - Anderlecht, 14 november 1959) was een Belgisch senator.

## Levensloop
Rongy begon als schrijnwerkersknecht.
In 1921 werd hij gemeenteraadslid en schepen van Saint-Servais. 
Op 21 november 1921 werd hij verkozen als socialistisch senator voor het arrondissement Namen, maar hij nam al op 24 mei 1922 ontslag ten voordele van Ernest Rongvaux. Hij werd daarop onmiddellijk provinciaal senator en vervulde dit mandaat tot in 1927. 